# Extremismo
Extremismo y extremista son términos usados para describir acciones, ideologías, individuos, grupos, instituciones, agentes, partidos o movimientos políticos que se sitúan, bien a sí mismos o bien por quien los describe, muy alejados del centro político o del espacio social del consenso.
En las sociedades y regímenes políticos democráticos el extremismo se asocia a la sustitución de la democracia por el autoritarismo o totalitarismo en un extremo u otro del espectro político (extrema izquierda y extrema derecha). En una coyuntura de revolución los extremismos contrapuestos se identifican, respectivamente, con los revolucionarios y los reaccionarios. En términos religiosos se habla de fundamentalismo o fanatismo, términos que también se aplican en contextos políticos. Uno de los principales rasgos del extremismo es su relación (más o menos asumida, negada o debatida) con la utilización o justificación de la violencia política, con diferentes formas de terrorismo o de represión política (según se aplique desde el poder o desde la oposición).
El término casi siempre se utiliza de forma peyorativa, prefiriendo los tildados de extremistas otros calificativos, como radicales, puros, o incluso antisistema. 
Como concepto aplicable a cualquier ámbito, extremismo (y extremista) es una actitud (y una condición personal, grupal o institucional) similar a la intransigencia, y se contrapone a la moderación o al posibilismo.

## Extremismo político
El historiador español José Luis Rodríguez Jiménez ha señalado que «el extremismo [político] es maximalista tanto en los fines como en los procedimientos adoptados para la consecución de los objetivos propuestos. Esta negativa a transigir, a llegar a acuerdos, implica que cuando sus ideas no son defendidas por un gobierno democrático, y difícilmente pueden serlo, los extremistas definen como una vía muerta para la negociación las normativas de la comunidad política ordenada en democracia. De igual modo descalifican al competidor político a partir de las ideas y no de las actuaciones, se niegan a aceptar cualquier tipo de divergencia y consideran que determinadas adscripciones ideológicas deben ser perseguidas».
Paradójicamente, la similitud de actitudes y comportamientos entre ambos extremos del espectro político les hacen asemejarse (por ejemplo, el recurso al culto a la personalidad tanto en fascismo como en el comunismo; o el planteamiento de la construcción de una sociedad perfecta o utopía en pos de la cual se admiten todo tipo de sacrificios, originando una realidad distópica). Son habituales las expresiones los extremos se tocan o los polos contrarios se atraen, indicando la facilidad con la que puede pasarse de un extremo al otro (hecho que se suele calificar de bandazo político o movimiento pendular); en un efecto opuesto al clásico punto medio que expresaba también la concordia oppositorum o coincidentia oppositorum (De docta ignorantia, Nicolás de Cusa, 1440).